# Tropidia rubricornis
Tropidia rubricornis är en tvåvingeart som beskrevs av Philippi 1865. Tropidia rubricornis ingår i släktet eldblomflugor, och familjen blomflugor. Inga underarter finns listade i Catalogue of Life.